# Smolenský luterský hřbitov
Smolenský luterský hřbitov (něm. Smolensker Lutherischer Friedhof; rus. Смоленское лютеранское кладбище) je luterský hřbitov na Ostrově Děkabristů v Petrohradu. Byl založen roku 1747 a do počátku 20. století sloužil především k pohřbům etnických Němců; nazýván byl proto také Německý hřbitov. Má rozlohu 7,33 ha.
K významným osobnostem, pohřbeným na Smolenském luterském hřbitově, patří Karl Nesselrode, Vasilij Radlov, Johann Friedrich von Brandt, Vasilij Vasiljevič Dokučajev, Moritz Hermann Jacobi, Karl Maximovič, Georg Magnus Sprengtporten či Ferdinand Johann Wiedemann.